# Marģeris Zariņš
Marģeris Zariņš (russisch Маргер Оттович Заринь, Маргерис Зариньш; * 24. Mai 1910 in Jaunpiebalga; † 27. Februar 1993 in Riga) war ein lettischer Komponist und Schriftsteller.

## Leben
Marģeris Zariņš studierte von 1929 bis 1933 am Konservatorium Riga bei Jāzeps Vītols. Er wirkte dort als Dirigent und war von 1940 bis 1950 Musikchef am Daile-Theater Riga. Vor allem seit den 1960er und 1970er Jahren schrieb er auch Erzählungen und Romane.
Neben fünf Opern komponierte Zariņš Musik-Komödien, Konzerte wie Griechische Vasen (Grieķu vāzes) für Klavier und Orchester, Oratorien, Chorwerke, Lieder, Schauspiel- und Filmmusiken. Seine Werke zeigen Einflüsse aus dem Neoklassizismus und weisen oft satirische Züge auf.

## Opern
- Uz jauno krastu (1955)
- Zaļās dzirnavas (1957)
- Nabagu opera (1964)
- Svētā Maurīcija brīnumdarbi (1964)
- Opera uz laukuma (1969/70)

## Literarische Werke
- Saulrietu violetās ērģeles (Die violette Orgel des Sonnenuntergangs), Erzählungen, 1970
- Sapnis vasaras naktī (Traum in einer Sommernacht), Erzählungen, 1971
- Viltotais Fausts jeb pārlabota un papildināta pavārgrāmata (Falscher Faust oder Das korrigierte und komplettierte Kochbuch), Roman, 1973
- Optimistiska dzīves enciklopēdija (Optimistische Lebensenzyklopädie), Autobiographie, 1975
- Vienas vasaras stāsti (Geschichten eines Sommers), Erzählungen, 1975
- Didrika Taizeļa brīnišķīgie piedzīvojumi (Didriks Taizelis’ wunderbare Abenteuer), Kurzroman, 1978
- Vecrīga (Alt-Riga), Erzählungen, 1978 (enthält den Kurzroman Mistērijas un hepeningi / Mysterien und Happenings)
- Apgaismības gadsimta ēnā jeb stāsti par Merķeli (Im Schatten des Jahrhunderts der Aufklärung oder Erzählungen über Merkel), Erzählungen, 1980
- Dēli (Söhne), Erzählungen, 1980
- Kapelmeistara Kociņa kalendārs (Kapellmeisters Kociņšs Kalender), Roman, 1982
- Apmātie (Die Besessenen), Erzählungen, 1985
- Trauksmainie Trīsdesmit Trīs (Die ungestümen Drei und Dreißig), Roman, 1988
- Rūķi un pūķi (Zwerge und Drachen), Langerzählung für Kinder, 1993